# Mathematische Formulierung der Quantenmechanik
Dieser Artikel stellt die mathematische Struktur der Quantenmechanik dar.

## Formulierung durch von Neumann
Die wesentlichen Grundlagen für die mathematisch strenge Formulierung der Quantenmechanik wurden im Jahr 1932 durch John von Neumann formuliert. Demnach lässt sich ein physikalisches System allgemein durch drei wesentliche Bestandteile beschreiben: Seine Zustände, seine Observablen und seine Dynamik (das heißt durch seine zeitliche Entwicklung). Die von Neumannschen Postulate werden hier in leicht aktualisierter Form (Spin, Pauli-Prinzip, siehe unten) dargestellt:

### Postulate der Quantenmechanik (Kopenhagener Interpretation)
Im Rahmen der Kopenhagener Interpretation basiert die quantenmechanische Beschreibung eines Systems auf folgenden Postulaten:
1. Zustand: Der Zustand eines physikalischen Systems zu einem Zeitpunkt {\displaystyle t_{0}} wird mathematisch durch die Angabe eines komplexen Zustandsvektors {\displaystyle |\psi (t_{0})\rangle } beschrieben. Die Menge aller möglichen Zustände eines Systems bildet den Zustandsraum des Systems, einen komplexen Hilbertraum {\displaystyle {\mathcal {H}}}. Vektoren, die sich nur um einen von 0 verschiedenen Faktor {\displaystyle c\in \mathbb {C} } unterscheiden, beschreiben denselben Zustand. Mit dieser Äquivalenz kann man den Zustandsraum auch als projektiven Hilbertraum auffassen.[3]
2. Observable: Jede Größe {\displaystyle A}, die physikalisch „gemessen“ werden kann, ist durch einen im Zustandsraum wirkenden hermiteschen Operator {\displaystyle {\hat {A}}} beschrieben. Dieser Operator wird als Observable bezeichnet und hat ein reelles Spektrum mit einer vollständigen sogenannten Spektralschar, bestehend aus einem „diskreten“ Anteil mit Eigenvektoren und Eigenwerten (Punktspektrum) und aus einem Kontinuum.
3. Messresultat: Resultat der Messung einer physikalischen Größe {\displaystyle A} kann nur einer der Eigenwerte der entsprechenden Observablen {\displaystyle {\hat {A}}} sein oder bei kontinuierlichem Spektrum des Operators eine messbare Menge aus dem Kontinuum.
4. Messwahrscheinlichkeit im Fall eines diskreten nichtentarteten Spektrums: Wenn die physikalische Größe {\displaystyle A} an einem System im Zustand {\displaystyle |\psi \rangle } gemessen wird, ist die Wahrscheinlichkeit {\displaystyle P(a_{n})}, den nichtentarteten Eigenwert {\displaystyle a_{n}} der entsprechenden Observable {\displaystyle {\hat {A}}} zu erhalten (mit dem zugehörigen Eigenvektor {\displaystyle |u_{n}\rangle }) {\displaystyle P(a_{n})=|\langle u_{n}|\psi \rangle |^{2}}. Dabei seien {\displaystyle \psi } und {\displaystyle u_{n}} normiert.
5. Die Zeitentwicklung des Zustandsvektors {\displaystyle |\psi (t)\rangle } ist gegeben durch die Schrödingergleichung:
{\displaystyle \mathrm {i} \hbar {\frac {\partial }{\partial t}}|\psi (t)\rangle ={\hat {H}}(t)|\psi (t)\rangle },

wobei {\displaystyle {\hat {H}}(t)} die der totalen Energie des Systems zugeordnete Observable ist.
Dazu kommen Aussagen über Spin und Pauli-Prinzip, die zwar erst in einer relativistischen Erweiterung der Quantenmechanik begründet werden können, aber bereits für die nichtrelativistische Quantenmechanik wesentlich sind und zum Beispiel das Periodensystem der Elemente entscheidend bestimmen.

### Quantenmechanische Zustände
In der klassischen Mechanik wird der Zustand eines physikalischen Systems mit {\displaystyle f} Freiheitsgraden und dessen zeitliche Entwicklung durch die Angabe von {\displaystyle f} Paaren kanonisch konjugierter Variablen {\displaystyle (q_{i},\,p_{i})} vollständig bestimmt. Weil in der Quantenmechanik zwei entsprechend zueinander konjugierte Observablen prinzipiell nicht gleichzeitig beliebig genau bestimmbar sind, stellt sich die grundsätzliche Frage, inwiefern eine entsprechende Definition des Zustands eines quantenphysikalischen Systems sinnvoll ist. Der fundamentale Ansatz im Rahmen der Quantenmechanik, dass ein physikalisches System ausschließlich über gleichzeitig messbare Observablen zu definieren ist, ist einer ihrer wesentlichen Unterschiede zur klassischen Mechanik. Erst durch die konsequente Umsetzung einer solchen Zustandsdefinition lässt sich eine Vielzahl quantenphysikalischer Phänomene theoretisch beschreiben.
Im Rahmen der Quantenmechanik wird ein physikalischer Zustand {\displaystyle |\psi \rangle } über einen maximalen Satz {\displaystyle \{O_{1},O_{2},\dotsc ,O_{f}\}} gleichzeitig messbarer Observablen definiert, man spricht in diesem Zusammenhang auch von einem vollständigen Satz kommutierender Observabler (VSKO). Observablen können bei einer Messung ganz bestimmte Werte annehmen, deren jeweiliges Spektrum in der Regel vom betrachteten System und von den jeweiligen Observablen abhängt. Die jeweils möglichen Messwerte {\displaystyle n} bilden das Spektrum der Observablen. Sie können sowohl diskret als auch kontinuierlich verteilt sein. Im diskreten Fall werden sie Eigenwerte der Observablen genannt. Meist wird der Einfachheit halber angenommen, dass das Spektrum rein diskret ist, obwohl wichtige Observable existieren, deren Spektrum rein-kontinuierlich ist (zum Beispiel Orts- und Impulsoperator).
Die zu den Eigenwerten zugehörigen Zustände {\displaystyle |n\rangle } werden als Eigenzustände der Observablen bezeichnet. Bei kontinuierlichem Spektrum spricht man von verallgemeinerten Eigenfunktionen. Dabei handelt es sich um Distributionen wie die Dirac-Funktion {\displaystyle \psi _{\mathbf {r} '}(\mathbf {r} ):=\delta (\mathbf {r} -\mathbf {r} ')} oder monochromatische, ebene Wellen, {\displaystyle \psi _{\mathbf {p} }(\mathbf {r} ):={\frac {1}{(2\pi \hbar )^{3/2}}}\,\mathrm {e} ^{{\mathrm {i} }\mathbf {p} \cdot \mathbf {r} /\hbar }}, die eigentlich nicht zum Zustandsraum gehören, weil sie nicht quadrat-integrierbar sind, aus denen sich aber durch Integration erlaubte Zustände superponieren lassen (Wellenpaket-Bildung, vgl. verallgemeinerte Fourier-Reihe). Im Folgenden wird, falls nicht anders vermerkt, nur der diskrete Fall betrachtet.
Da sich Messungen bezüglich der Observablen eines VSKO nicht gegenseitig beeinflussen, lässt sich durch die Verwendung geeigneter Filter ein gegebenes quantenphysikalisches System zu einem Zustand präparieren, der Eigenzustand zu jeder der Observablen des VSKO ist:
{\displaystyle |\psi \rangle =\left|n^{(O_{1})},\ldots ,n^{(O_{f})}\right\rangle .}

Abb. 1: Schematische Darstellung eines 3-dimensionalen Unterraums des i. A. unendlich-dimensionalen Hilbertraums. Der Zustand ist aus einer Linearkombination der Eigenzustände eines VSKO aufgebaut. Die Koordinaten sind die Wahrscheinlichkeitsamplituden.

Ein solcher Zustand wird häufig auch reiner Quantenzustand genannt. Er ist über seine zugehörigen Eigenwerte definiert und maximal bestimmt.
Es sei betont, dass über einen derart präparierten Quantenzustand – im Gegensatz zum Zustand eines klassischen Systems – nicht sämtliche messbaren Eigenschaften des physikalischen Systems bestimmt sind. Für Observablen, die mit dem VSKO unverträglich sind, kann für jeden ihrer Eigenwerte lediglich eine bestimmte Wahrscheinlichkeit angegeben werden, mit der dieser aus einer Messung resultiert; das Messergebnis ist in jedem Fall ein Eigenwert der Observablen. Diese prinzipielle Unbestimmtheit hängt mit der o. g. Unbestimmtheitsrelation zusammen. Sie ist eine der wichtigsten Aussagen der Quantenmechanik und ist zugleich Ursache für vielerlei Ablehnung dieser gegenüber.
Für ein gegebenes quantenphysikalisches System bilden die zu den Eigenwerten einer Observablen gehörenden Eigenzustände einen linearen Zustandsraum {\displaystyle {\mathcal {H}}} – mathematisch einen sogenannten Hilbertraum. Dieser stellt die Gesamtheit aller möglichen Zustände des Systems dar und hat damit im Allgemeinen bereits bei einfachen Systemen wie dem quantenmechanischen harmonischen Oszillator unendlich viele Dimensionen; allerdings kommt man mit abzählbar-unendlich-dimensionalen Räumen (separablen Hilberträumen) aus. Dem widerspricht nicht, dass es auch Messgrößen mit kontinuierlichem Spektrum gibt. Wesentlich ist jedenfalls, dass auch eine lineare Überlagerung mehrerer Eigenzustände wieder Teil des Zustandsraumes ist, selbst wenn der Überlagerungszustand kein Eigenzustand der Observablen ist. Man spricht in diesem Zusammenhang auch von einer Superposition mehrerer Zustände. Diese Eigenschaft ist vergleichbar mit der von Vektoren in einer Ebene, deren Überlagerung ebenfalls ein Vektor in der Ebene ist.
Ein einfaches Beispiel eines Quantensystems ist das Zweizustandssystem, siehe dazu den Artikel Qubit.

### Statistische Aussagen der Quantenmechanik

Abb. 2: Wahrscheinlichkeiten diskreter Messwerte der Observablen, Erwartungswert und Standardabweichung.

Aus der Zerlegung des Zustandes in eine lineare Kombination der orthonormalen Eigenzustände {\displaystyle |n_{i}\rangle } der Observablen ergibt sich mit dem Betragsquadrat {\displaystyle |\omega _{i}|^{2}} des entsprechenden Vorfaktors ein Maß für die Wahrscheinlichkeit, bei einem solchen Überlagerungszustand den Eigenwert {\displaystyle n_{i}} zu messen, also das System im Eigenzustand {\displaystyle |n_{i}\rangle } anzutreffen. Die Koeffizienten {\displaystyle \omega _{i}} werden daher als „Wahrscheinlichkeitsamplituden“ für die Messwerte {\displaystyle n_{i}} bezeichnet. Sie lassen sich als Projektion (= Skalarprodukt) von {\displaystyle |\psi \rangle } auf den jeweiligen Eigenzustand {\displaystyle |n_{i}\rangle } berechnen (siehe Abb. 2):
{\displaystyle \omega _{i}=\langle n_{i}|\psi \rangle }
Demnach ergeben sich bei wiederholter Durchführung einer Messung einer Observablen i. A. unterschiedliche Messergebnisse, auch wenn das System vor der Messung immer im gleichen Zustand war. Ausnahme: Sofern das System in einem Eigenzustand einer Observablen {\displaystyle O} präpariert wurde, ergeben weitere Messungen dieser Observablen jeweils den gleichen Messwert. Experimentell lassen sich die statistischen Verteilungen der Messwerte {\displaystyle n_{i}} durch wiederholte Durchführung von Messungen an identisch präparierten Systemen ermitteln. Dieser Zusammenhang zwischen dem Messprotokoll und dem mathematischen Kalkül der Quantenmechanik bestätigt sich in allen Experimenten.
Hierbei wird der Einfachheit halber angenommen, dass man es mit einem rein diskreten Spektrum zu tun hat.

### Zeitliche Entwicklung
Die Dynamik von Quantenzuständen wird durch unterschiedliche Repräsentationen, die sogenannten „Bilder“, beschrieben, die sich durch Redefinition der Operatoren und Zustände ineinander überführen lassen und somit äquivalent sind. Für alle Bilder sind die Erwartungswerte von Operatoren gleich.

#### Schrödinger-Bild
Im Schrödinger-Bild ergibt sich die Dynamik aus folgender Betrachtung:
Der Zustand ist definiert durch eine differenzierbare Abbildung der durch {\displaystyle t} parametrisierten Zeit auf den Hilbertraum der Zustände. Wenn {\displaystyle \left|\psi \left(t\right)\right\rangle } den Zustand des Systems zu einer beliebigen Zeit {\displaystyle t} beschreibt, gilt die sog. Schrödingergleichung
{\displaystyle \mathrm {i} \hbar {\frac {\partial }{\partial t}}\left|\psi _{S}(t)\right\rangle ={\hat {H}}_{S}(t)\left|\psi _{S}(t)\right\rangle ,}
mit {\displaystyle {\hat {H}}_{S}} als einem dicht-definierten selbstadjungierten Operator, dem Hamiltonoperator, der imaginären Einheit {\displaystyle {\rm {i}}} und der reduzierten Planck-Konstante {\displaystyle \hbar }. Als Observable entspricht {\displaystyle {\hat {H}}_{S}} der Gesamtenergie des Systems. Im Allgemeinen kann der Hamiltonoperator zeitabhängig sein, z. B. bei Wechselwirkung des Systems mit einem elektromagnetischen Feld.
Die Zeitentwicklung eines Zustandes ist gegeben durch den unitären Zeitentwicklungsoperator {\displaystyle {\hat {U}}(t,t_{0})} ({\displaystyle {\hat {\mathcal {T}}}} ist der Zeitordnungsoperator, siehe unten):
{\displaystyle |\psi _{S}(t)\rangle ={\hat {U}}(t,t_{0})|\psi _{S}(t_{0})\rangle ,}
wobei
{\displaystyle {\hat {U}}(t,t_{0})={\hat {\mathcal {T}}}\left[\exp \left(-{\frac {\mathrm {i} }{\hbar }}\int _{t_{0}}^{t}{\hat {H}}_{\text{S}}(t^{\prime })\mathrm {d} t^{\prime }\right)\right]\quad \left(\,{\overset {{\frac {\partial {\hat {H}}_{\text{S}}}{\partial t}}=0}{=}}\exp \left(-{\frac {\mathrm {i} }{\hbar }}{\hat {H}}_{\text{S}}\cdot (t-t_{0})\right)\,\right).}
Der Zeitordnungsoperator {\displaystyle {\hat {\mathcal {T}}}} sorgt dafür, dass Operatorprodukte der Form {\displaystyle {\hat {A}}_{1}(t_{1})\cdot {\hat {A}}_{2}(t_{2})\cdot \dots \cdot {\hat {A}}_{n}(t_{n})} bei Nicht-Vertauschbarkeit so umgeordnet werden, {\displaystyle \to {\hat {A}}_{i_{1}}(t_{i_{1}})\cdot {\hat {A}}_{i_{2}}(t_{i_{2}})\cdot \dots \cdot {\hat {A}}_{i_{n}}(t_{i_{n}}),} dass {\displaystyle t_{i_{1}}\geq t_{i_{2}}\geq \dots \geq t_{i_{n}}} gilt. Das ergibt eine Kausalkette; rechts Ursache, links Wirkung.

#### Heisenberg-Bild
Im Heisenberg-Bild der Quantenmechanik wird anstelle zeitlicher Änderungen der Zustände, die in diesem Bild konstant bleiben, die Zeitabhängigkeit durch zeitabhängige Operatoren für die Observablen beschrieben. Für die zeitabhängigen Heisenberg-Operatoren ergibt sich für {\displaystyle t\geq t_{0}} die Differentialgleichung (Heisenbergsche Bewegungsgleichung)
{\displaystyle {\frac {\mathrm {d} {\hat {A}}_{\rm {H}}(t)}{\mathrm {d} t}}={\frac {\mathrm {i} }{\hbar }}\left[{\hat {H}}_{H}(t),{\hat {A}}_{H}(t)\right]+{\hat {U}}^{\dagger }(t,t_{0}){\frac {\partial {\hat {A}}_{S}(t)}{\partial t}}{\hat {U}}(t,t_{0}),}
wobei {\displaystyle {\hat {A}}_{S}(t)} den Operator im Schrödingerbild bezeichnet. Mit dem (schon bekannten) Zeitentwicklungsoperator {\displaystyle {\hat {U}}(t,t_{0})} werden die Zustände und Operatoren im Heisenbergbild mit denen im Schrödinger-Bild über folgende Beziehungen verknüpft:
{\displaystyle |\psi _{\text{H}}\rangle ={\hat {U}}^{\dagger }(t,t_{0})|\psi _{\text{S}}(t)\rangle =|\psi _{\text{S}}(t_{0})\rangle ={\text{const}}_{\,t}\quad \,(\,\Rightarrow \,{\frac {\mathrm {d} }{\mathrm {d} t}}|\psi _{\text{H}}\rangle \equiv 0\,)}
{\displaystyle {\hat {A}}_{\text{H}}(t)={\hat {U}}^{\dagger }(t,t_{0})\,{\hat {A}}_{\rm {\text{S}}}(t)\,{\hat {U}}(t,t_{0})\quad \,(\,\Rightarrow \,{\hat {A}}_{H}(t_{0})\equiv {\hat {A}}_{\text{S}}(t_{0})\,)}

#### Dirac-Bild
Im Dirac- oder Wechselwirkungsbild sind im Allgemeinen Zustände und Operatoren zeitabhängig. Im Schrödingerbild sei der Hamiltonoperator aus einem zeitunabhängigen und einem zeitabhängigen hermiteschen Operator zusammengesetzt:
{\displaystyle {\hat {H}}_{S}(t)={\hat {H}}_{S}^{(0)}+{\hat {V}}_{S}(t)}
Im Wechselwirkungsbild benutzt man dann für die Observablen nur die Ähnlichkeitstransformation mit {\displaystyle e^{\pm {\frac {\rm {i}}{\hbar }}(t-t_{0}){\hat {H}}_{S}^{(0)}}} und für die Zustände den entsprechend gebildeten Ausdruck
{\displaystyle {\hat {V}}_{\text{I}}(t)\,:=\mathrm {e} ^{\mathrm {i} (t-t_{0}){\hat {H}}_{S}^{(0)}/\hbar }{\hat {V}}_{S}(t)\,\mathrm {e} ^{-\mathrm {i} (t-t_{0}){\hat {H}}_{S}^{(0)}/\hbar }}.
Daraus folgt insbesondere {\displaystyle {\hat {H}}_{I}^{(0)}={\hat {H}}_{S}^{(0)}}.
Das Wechselwirkungsbild ist dann am nützlichsten, wenn die zeitliche Entwicklung der Observablen exakt lösbar ist (das heißt, wenn {\displaystyle {\hat {H}}_{S}^{(0)}} „trivial“ ist), sodass sämtliche mathematischen Komplikationen auf die Zeitentwicklung der Zustände begrenzt bleiben. Aus diesem Grund wird der Hamiltonoperator für die Operatoren als „freier Hamiltonoperator“ und der Hamiltonoperator für die Zustände als „Wechselwirkungs-Hamiltonian“ bezeichnet. Die dynamische Entwicklung wird also jetzt durch folgende zwei Gleichungen beschrieben:
- erstens die Zustandsgleichung (vgl. Schrödingergleichung)

{\displaystyle \mathrm {i} \hbar {\frac {\partial }{\partial t}}\left|\psi _{\text{I}}(t)\right\rangle ={\hat {V}}_{\text{I}}(t)\left|\psi _{\text{I}}(t)\right\rangle }
- und zweitens die Operatorgleichung (vgl. Heisenbergsche Bewegungsgleichung)

{\displaystyle {\frac {\mathrm {d} A_{\text{I}}(t)}{\mathrm {d} t}}={\frac {\mathrm {i} }{\hbar }}\left[H_{\text{I}}^{(0)},A_{\text{I}}(t)\right]}
Mit dem Zeitentwicklungsoperator des zeitunabhängigen Teilproblems
{\displaystyle {\hat {U}}^{(0)}=\exp \left(-{\frac {\mathrm {i} }{\hbar }}{\hat {H}}_{S}^{(0)}\cdot (t-t_{0})\right)}
werden Zustände und Operatoren im Dirac-Bild mit denen im Schrödinger-Bild über folgende Beziehungen verknüpft:
{\displaystyle |\psi _{\text{I}}(t)\rangle ={\hat {U}}^{(0)\dagger }(t,t_{0})|\psi _{\text{S}}(t)\rangle \quad \,(\,\Rightarrow \,|\psi _{\text{I}}(t_{0})\rangle \equiv |\psi _{\text{S}}(t_{0})\rangle \,)}
{\displaystyle {\hat {A}}_{\text{I}}(t)={\hat {U}}^{(0)\dagger }(t,t_{0})\,{\hat {A}}_{\rm {\text{S}}}(t)\,{\hat {U}}^{(0)}(t,t_{0})\quad (\,\Rightarrow \,{\hat {A}}_{\text{I}}(t_{0})\equiv {\hat {A}}_{\text{S}}(t_{0})\,)}

#### Bemerkungen
Zum Zeitpunkt {\displaystyle t_{0}} stimmen die Operatoren und Zustände aller Bilder überein:
{\displaystyle {\hat {A}}_{\text{I}}(t_{0})={\hat {A}}_{\text{H}}(t_{0})={\hat {A}}_{\text{S}}(t_{0})}
{\displaystyle |\psi _{\text{I}}(t_{0})\rangle =|\psi _{\text{H}}(t_{0})\rangle =|\psi _{\text{S}}(t_{0})\rangle }
Das Heisenbergbild entspricht der klassischen Hamilton-Mechanik (zum Beispiel entsprechen die Kommutatoren {\displaystyle {\tfrac {\mathrm {i} }{\hbar }}[{\hat {A}},{\hat {B}}]} der Quantenmechanik den klassischen Poisson-Klammern). Physikalisch ist aber das Schrödinger-Bild intuitiver. Das Dirac-Bild wird häufig in der Störungstheorie angewandt – speziell in der Quantenfeldtheorie und der Vielteilchenphysik.
Manche Wellenfunktionen bilden Wahrscheinlichkeitsverteilungen, die sich mit der Zeit nicht ändern. Viele Systeme, die in der klassischen Mechanik mit einem dynamischen Zeitverhalten beschrieben werden müssen, weisen in der quantenmechanischen Beschreibung solche „statischen“ Wellenfunktionen auf. Zum Beispiel wird ein einzelnes Elektron in einem Atom im Grundzustand durch eine kreisförmige Trajektorie um den Atomkern beschrieben, während es in der Quantenmechanik durch eine statische, kugelsymmetrische Wellenfunktion beschrieben wird, die den Atomkern umgibt (Man beachte, dass nur die kleinsten Drehimpuls-Zustände, die „s“-Wellen, kugelsymmetrisch sind).
Die Schrödingergleichung ist wie die eng verwandte Heisenberggleichung und die Gleichungen des Wechselwirkungsbildes eine partielle Differentialgleichung, die nur für einige wenige Modellsysteme analytisch gelöst werden kann (zu den wichtigsten Beispielen gehören der quantenmechanische harmonische Oszillator und das Elektron im Coulombpotential). Selbst die Elektronenstruktur des Helium-Atoms, das nur ein Elektron mehr als Wasserstoff aufweist, ist bereits nicht mehr analytisch berechenbar. Es existieren jedoch eine Reihe verschiedener Techniken zur Berechnung von Näherungslösungen. Ein Beispiel ist die bereits erwähnte Störungstheorie, bei der vorhandene analytische Lösungen vereinfachter Modellsysteme als Ausgangspunkt zur Berechnung komplexerer Modelle verwendet werden. Diese Methode ist insbesondere dann erfolgreich, wenn sich die Wechselwirkungen des komplexen Modells als „kleine“ Störungen des einfachen Modellsystems formulieren lassen. Eine andere Methode ist die sogenannte „semiklassische Näherung“, die auf Systeme angewendet werden kann, die nur kleine Quanteneffekte aufweisen. Die quantenmechanisch bedingten Effekte können dann unter der Annahme klassischer Bewegungstrajektorien berechnet werden. Dieser Ansatz wird zum Beispiel bei der Erforschung des Quantenchaos zugrunde gelegt.

## Spin
Neben ihren sonstigen Eigenschaften besitzen viele Teilchen eine Art Eigendrehimpuls, den Spin, für den es in der klassischen Physik kein Pendant gibt. Der Spin ist in Einheiten von {\displaystyle \hbar } ganz- oder halbzahlig quantisiert, in der Ortsdarstellung gilt demnach nicht {\displaystyle \psi =\psi (\mathbf {r} )}, sondern {\displaystyle \psi =\psi (\mathbf {r} ,m_{s})}, wobei {\displaystyle m_{s}}, das oft mit {\displaystyle \sigma } bezeichnet wird, einer der folgenden diskreten Werte ist: {\displaystyle m_{s}\in \{-S,-(S-1),\dotsc ,+(S-1),+S\}}.
Man unterscheidet Bosonen ({\displaystyle S\in \{0,1,2,\dotsc \}}) und Fermionen ({\displaystyle S\in \{{\tfrac {1}{2}},{\tfrac {3}{2}},{\tfrac {5}{2}},\dotsc \}}).

## Pauli-Prinzip
Damit verknüpft ist für Systeme aus {\displaystyle N} identischen Teilchen das sogenannte Pauli-Prinzip, das zum Beispiel in der Ortsdarstellung besagt, dass bei Vertauschung zweier der {\displaystyle N} Teilchen, {\displaystyle i\leftrightarrow j}, für die {\displaystyle N}-Teilchen-Wellenfunktion folgendes Permutationsverhalten gelten muss:
{\displaystyle \psi (\dotsc ;\,\mathbf {r} _{i},\sigma _{i};\,\dotsc ;\,\mathbf {r} _{j},\sigma _{j};\,\dotsc ){\stackrel {!}{=}}(-1)^{2S}\cdot \psi (\dotsc ;\,\mathbf {r} _{j},\sigma _{j};\,\dotsc ;\,\mathbf {r} _{i},\sigma _{i};\,\dotsc ),}
das heißt, für Bosonen muss sich der Vorfaktor +1, für Fermionen dagegen −1 ergeben. In zwei Raumdimensionen kann {\displaystyle (-1)^{2S}} durch eine beliebige komplexe Zahl vom Betrag Eins ersetzt werden (siehe Anyon). Bei sog. supersymmetrischen Theorien, wie sie in der Hochenergiephysik diskutiert werden, wäre der Zustand eine Linearkombination aus einem bosonischen und einem fermionischen Anteil.
Elektronen sind Fermionen mit {\displaystyle S={\tfrac {1}{2}}}; Photonen sind Bosonen mit {\displaystyle S=1}.

## Andere mathematische Darstellungen der QM

### Pfad- und Funktionalintegrale
Ein alternativer Ansatz zur Berechnung quantenmechanischer Systeme ist der Pfadintegral-Formalismus von Richard Feynman. Kurzgefasst wird dabei eine quantenmechanische Amplitude als Summe über die Wahrscheinlichkeitsamplituden für alle theoretisch möglichen Pfade eines Teilchens bei seiner Bewegung von einem Ausgangszustand zu einem Zielzustand dargestellt. Diese Formulierung ist das quantenmechanische Analogon zum klassischen Wirkungsprinzip.

### Algebraische Formalismen
Erst in neuerer Zeit ist eine allgemeinere mathematische Beschreibung von Observablen durch positiv-operatorwertige Wahrscheinlichkeitsmaße (Positive Operator Valued Probability Measures) entstanden, die in der traditionellen Lehrbuchliteratur noch kaum behandelt wird. Operationen auf Quantensystemen werden in der modernen, aber noch wenig bekannten Version der Quantenmechanik durch vollständig positive Abbildungen sehr umfassend und mathematisch beschrieben. Diese Theorie verallgemeinert sowohl die unitäre Zeitentwicklung als auch die oben beschriebene traditionelle von-Neumannsche Beschreibung der Veränderung eines Quantensystems bei einer Messung. Konzepte, die nur schwer im traditionellen Bild beschrieben werden können, wie zum Beispiel kontinuierlich ablaufende unscharfe Messungen, fügen sich problemlos in diese neuere Beschreibung ein. Zu nennen ist hier auch die Methode der sogenannten C*-Algebren, vgl. Axiomatische Quantenfeldtheorie.

### Standard und klassische Werke
- Claude Cohen-Tannoudji, Bernard Diu, Franck Laloë: Quantenmechanik. Band 1 (= De Gruyter Studium). 5.  Auflage. De Gruyter, Berlin Boston 2019, ISBN 978-3-11-063873-8.
- Claude Cohen-Tannoudji, Bernard Diu, Franck Laloë: Quantenmechanik. Band 2 (= De Gruyter Studium). 5.  Auflage. De Gruyter, Berlin Boston 2019, ISBN 978-3-11-063876-9.
- P. A. M. Dirac: The Principles of Quantum Mechanics. 4. Auflage. Clarendon Press, Oxford 1958, ISBN 978-0-19-852011-5 (englisch, Nachdruck als Paperback 1989).
- Eugen Fick: Einführung in die Grundlagen der Quantentheorie. 4. Auflage. Akademische Verlagsgesellschaft, Frankfurt/Main 1979.
- John von Neumann: Mathematische Grundlagen der Quantenmechanik (= Die Grundlehren der mathematischen Wissenschaften in Einzeldarstellungen. Band 38). 2.  Auflage. Springer, Berlin Heidelberg 1996, ISBN 978-3-540-59207-5.
- Wolfgang Nolting: Springer Spektrum. Springer-Lehrbuch Grundkurs theoretische Physik 5/1 (= Springer Spektrum Springer-Lehrbuch). 8.  Auflage. Spektrum-Verl, Berlin Heidelberg 2013, ISBN 978-3-642-25402-4.
- Walter Thirring: Lehrbuch der mathematischen Physik. 3: Quantenmechanik von Atomen u. Molekülen. 2., neubearb.  Auflage. Springer, Wien 1994, ISBN 978-3-211-82535-8, doi:10.1007/978-3-7091-6646-8.
- L. D. Landau, E. M. Lifschitz: Quantenmechanik (= Lehrbuch der theoretischen Physik. Band 3). Unveränderter Nachdruck der 9. Auflage 1986. 3 v. 10. Verlag Europa-Lehrmittel, Nourney, Vollmer GmbH & Co. KG, Haan-Gruiten 2019, ISBN 978-3-8085-5636-8.

### Weiterführende und moderne Literatur
- Daniel Bes: Quantum Mechanics (= Graduate Texts in Physics). Springer Berlin Heidelberg, Berlin, Heidelberg 2012, ISBN 978-3-642-20555-2, doi:10.1007/978-3-642-20556-9 (englisch).
- Rainer Dick: Advanced Quantum Mechanics (= Graduate Texts in Physics). Springer New York, New York, NY 2012, ISBN 978-1-4419-8076-2, doi:10.1007/978-1-4419-8077-9 (englisch).
- Daniel M. Greenberger, Klaus Hentschel, Friedel Weinert (Hrsg.): Compendium of quantum physics: concepts, experiments, history, and philosophy. Springer, Heidelberg ; New York 2009, ISBN 978-3-540-70622-9 (englisch).
- Brian C. Hall: Quantum Theory for Mathematicians (= Graduate Texts in Mathematics. Band 267). Springer New York, New York, NY 2013, ISBN 978-1-4614-7115-8, doi:10.1007/978-1-4614-7116-5 (englisch).
- Klaas Landsman: Foundations of Quantum Theory. Springer, 2019, ISBN 978-3-319-84738-2 (englisch, springer.com).
- Valter Moretti: Fundamental Mathematical Structures of Quantum Theory. Springer Nature, 2020, ISBN 978-3-03018348-6 (englisch).
- Julian Schwinger: Quantum Mechanics. Hrsg.: Berthold-Georg Englert. Springer, Berlin; London 2011, ISBN 978-3-642-07467-7 (englisch).